# گلوسیاه
گلوسیاه (نام علمی: Luscinia obscura) نام یک گونه از سرده مه‌سراینده‌ها است.